# La sombra del ciprés es alargada
La sombra del ciprés es alargada es la primera novela de Miguel Delibes, publicada en 1948 y galardonada con el Premio Nadal de 1947. Fue incluida en la lista de las 100 mejores novelas en español del siglo XX del periódico español El Mundo. Y ello a pesar de que la obra no era del gusto de su autor, que la consideraba como un intento fallido en su busca de un estilo personal.
La novela está escrita en primera persona, y es una narración tradicional en cuanto a andadura y recursos expresivos, que se desarrolla parcialmente en una Ávila no "protegida" por sus murallas, sino "encerrada" por ellas.
La primera parte describe la vida del protagonista y narrador, Pedro, cuando es niño. Es huérfano y se encuentra en una situación difícil ya que su tío lo deja a cargo de un maestro, don Mateo Lesmes. Este tiene una concepción pesimista de la vida. Más tarde conocerá a Alfredo, su primer y mejor amigo, y surgirán complicaciones para los dos.
En la segunda parte, el protagonista se ha convertido en marino después de haber estudiado en la universidad. Intenta escapar del pesimismo adquirido por la educación subjetiva de su maestro. En uno de sus viajes al extranjero por razones de trabajo, se enamora de una mujer, pero la debe abandonar, puesto que él mismo se rige por sus normas internas y no se permite el lujo de cambiarlas ni de desobedecerlas.
Con la novela entera narrada en tono objetivo, el autor nos va destapando una escena mística, dominada mayormente por el pesimismo y el sentido de muerte. Sin embargo, en la segunda parte del libro, antes de que el protagonista haya perdido toda esperanza en la amistad y el amor, por medio de unos conocidos consigue abandonar su pesimismo y alcanzar una perspectiva más equilibrada de la vida. Finalmente, el desenlace de la novela implica un retorno inevitable al pesimismo anterior.
El director de cine exiliado en México Luis Alcoriza filmó una película basada en el libro durante los años 1989 y 1990.